# World Series of Poker 1995
Die World Series of Poker 1995 war die 26. Austragung der Poker-Weltmeisterschaft und fand vom 25. April bis 23. Mai 1995 im Binion’s Horseshoe in Las Vegas statt.

## Turniere

### Turnierplan

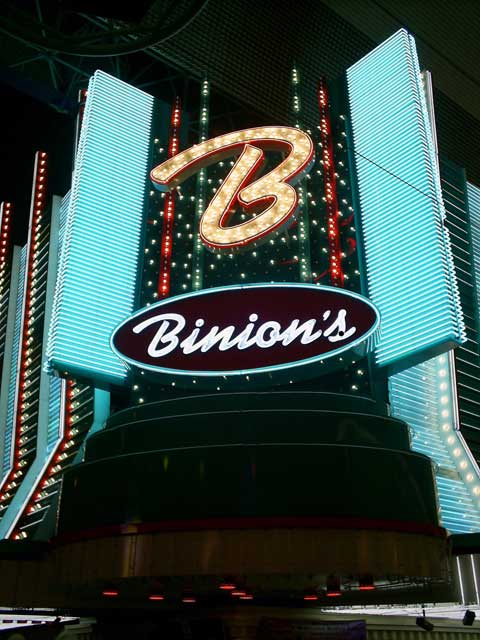
Das Binion’s Horseshoe in Las Vegas

Im Falle eines mehrfachen Braceletgewinners gibt die Zahl hinter dem Spielernamen an, das wievielte Bracelet in diesem Turnier gewonnen wurde.
| #  | Buy-in (in $) | Turnier                                          | Turnierbeginn | Teilnehmer | Sieger              | Herkunft           | Preisgeld (in $) |
| -- | ------------- | ------------------------------------------------ | ------------- | ---------- | ------------------- | ------------------ | ---------------- |
| 1  | 01.500        | Limit Hold’em                                    | 25. Apr. 1995 | 560        | Christian Van Hees  | Vereinigte Staaten | 0.315.000        |
| 2  | 01.500        | Limit Seven Card Stud                            | 26. Apr. 1995 | 241        | Valter Farina       | Italien            | 0.144.600        |
| 3  | 01.500        | Limit Omaha                                      | 27. Apr. 1995 | 152        | Berry Johnston (4)  | Vereinigte Staaten | 0.091.200        |
| 4  | 01.500        | Chinese Poker                                    | 28. Apr. 1995 | 089        | John Tsagaris       | Vereinigte Staaten | 0.041.400        |
| 5  | 01.500        | Limit Seven Card Stud Hi-Lo                      | 29. Apr. 1995 | 212        | Rod Peate           | Vereinigte Staaten | 0.127.200        |
| 6  | 01.500        | Limit Razz                                       | 30. Apr. 1995 | 138        | Mickey Sisskind     | Vereinigte Staaten | 0.082.800        |
| 7  | 01.500        | Limit Omaha Hi-Lo                                | 1. Mai 1995   | 234        | Max Stern           | Costa Rica         | 0.140.400        |
| 8  | 01.500        | No-Limit Hold’em                                 | 2. Mai 1995   | 366        | Richard Klamian     | Vereinigte Staaten | 0.205.875        |
| 9  | 01.500        | Pot-Limit Omaha (Rebuy)                          | 3. Mai 1995   | 134        | Phil Earle          | Vereinigte Staaten | 0.143.400        |
| 10 | 01.500        | Pot-Limit Hold’em                                | 4. Mai 1995   | 264        | Peter Vilandos      | Vereinigte Staaten | 0.148.500        |
| 11 | 02.500        | Limit Seven Card Stud Hi-Lo                      | 5. Mai 1995   | 096        | Men Nguyen (2)      | Vereinigte Staaten | 0.096.000        |
| 12 | 05.000        | No-Limit 2-7 Draw Lowball (Rebuy)                | 6. Mai 1995   | 026        | John Bonetti (3)    | Vereinigte Staaten | 0.101.250        |
| 13 | 02.500        | Limit Omaha Hi-Lo                                | 7. Mai 1995   | 119        | Marlon Santos       | Vereinigte Staaten | 0.119.000        |
| 14 | 01.500        | Limit A-5 Draw Lowball                           | 8. Mai 1995   | 136        | Clifford Roof       | Vereinigte Staaten | 0.081.600        |
| 15 | 05.000        | Chinese Poker (Rebuy)                            | 9. Mai 1995   | 024        | Steve Zolotow       | Vereinigte Staaten | 0.112.500        |
| 16 | 02.500        | Limit Hold’em                                    | 10. Mai 1995  | 186        | Men Nguyen (3)      | Vereinigte Staaten | 0.186.000        |
| 17 | 02.500        | Limit Seven Card Stud                            | 11. Mai 1995  | 140        | Dan Robison         | Vereinigte Staaten | 0.140.000        |
| 18 | 02.500        | Pot-Limit Omaha (Rebuy)                          | 12. Mai 1995  | 082        | Hilbert Shirey (2)  | Vereinigte Staaten | 0.137.000        |
| 19 | 02.500        | Pot-Limit Hold’em                                | 13. Mai 1995  | 163        | Hilbert Shirey (3)  | Vereinigte Staaten | 0.163.000        |
| 20 | 05.000        | Limit Seven Card Stud                            | 14. Mai 1995  | 077        | Anthony DeAngelo    | Vereinigte Staaten | 0.154.000        |
| 21 | 02.500        | No-Limit Hold’em                                 | 15. Mai 1995  | 249        | Dan Harrington      | Vereinigte Staaten | 0.249.000        |
| 22 | 05.000        | Limit Hold’em                                    | 16. Mai 1995  | 117        | Mickey Appleman (3) | Vereinigte Staaten | 0.234.000        |
| 23 | 01.000        | Ladies Limit Seven Card Stud                     | 17. Mai 1995  | 088        | Starla Brodie (2)   | Vereinigte Staaten | 0.035.200        |
| 24 | 00.000        | Charity – No-Limit Hold’em Press Invitational    | 18. Mai 1995  | unbekannt  | unbekannt           | unbekannt          | unbekannt        |
| 25 | 10.000        | No Limit Hold’em Main Event – World Championship | 19. Mai 1995  | 273        | Dan Harrington (2)  | Vereinigte Staaten | 1.000.000        |

### Main Event

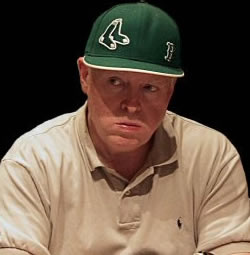
Dan Harrington (2005)

Der Finaltisch wurde am 23. Mai 1995 ausgespielt. Mit Barbara Enright saß erstmals und bisher auch zum einzigen Mal eine Frau am Final Table. In der finalen Hand gewann Harrington mit 9♦ 8♦ gegen Goldfarb mit A♥ 7♣.
| Platz | Herkunft           | Spieler          | Preisgeld (in $) |
| ----- | ------------------ | ---------------- | ---------------- |
| 1     | Vereinigte Staaten | Dan Harrington   | 1.000.000        |
| 2     | Kanada             | Howard Goldfarb  | 0.519.000        |
| 3     | Vereinigte Staaten | Brent Carter     | 0.302.750        |
| 4     | Vereinigte Staaten | Hamid Dastmalchi | 0.173.000        |
| 5     | Vereinigte Staaten | Barbara Enright  | 0.114.180        |
| 6     | Vereinigte Staaten | Chuck Thompson   | 0.086.500        |